# مجلس الأمن القومي (المملكة المتحدة)
مجلس السياسة الخارجية والأمن (بالإنجليزية: The Foreign Policy and Security Council) هو لجنة وزارية في المملكة المتحدة يختص المجلس بالنظر في المسائل المتعلقة بالأمن القومي والسياسة الخارجية والدفاع والتجارة والعلاقات الدولية والتنمية والمرونة وأمن الموارد. يرأس المجلس رئيس الوزراء البريطاني.

## تاريخ
تأسس مجلس الأمن القومي في 12 مايو 2010 من قبل رئيس الوزراء ديفيد كاميرون. وقام مجلس الأمن القومي بإضفاء الطابع الرسمي على عملية صنع القرار المتعلق بالأمن القومي، والذي كان يتم في السابق من خلال مجموعات غير رسمية تتألف إلى حد كبير من مسؤولين. وقد زاد المجلس من سلطة رئيس الوزراء وأدخل كبار الوزراء في مجلس الوزراء إلى عملية صنع سياسة الأمن القومي مما أتاح لهم الوصول إلى أعلى مستويات الاستخبارات. ينسق المجلس الاستجابات للتهديدات التي تواجهها المملكة المتحدة ويدمج على أعلى مستوى عمل الكيانات الحكومية ذات الصلة فيما يتعلق بالأمن القومي.